# Citumenggung
Citumenggung is een bestuurslaag in het regentschap Pandeglang van de provincie Banten, Indonesië. Citumenggung telt 3764 inwoners (volkstelling 2010).